# 코야마 리키야
고야마 리키야(小山力也, こやまりきや, 1963년 12월 18일 - )는 일본의 배우, 성우이다. 교토시 출신, 극단배우좌 소속. 애칭은 리키짱, 릿키~, 리키 등.
외화 24의 잭 바우어 역, 조지 클루니의 목소리 전담 등으로 유명하고 애니메이션 대표작으로는 더 파이팅의 타카무라 마모루, 칭송받는 자의 하쿠오로 등이 있다.

## 출연작품

### TV 애니메이션
2000년
- 더 파이팅 (타카무라 마모루)

2001년
- 피규어17 (D.D)

2002년
- 아베노바시 마법상점가 (유타스)

2003년
- 무적뱅커 크로커 (버그)
- 크리스마스에 기적을 만날 확률 (신로)

2005년
- 파타리로 서유기 (사오정)

- 윗치블 븐이놀 (타카야마 레이지)
- 칭송받는 자 (하쿠오로)
- 페이트 스테이나이트 (에미야 키리츠구)

2007년
- 사랑하는 천사 안젤리크 (레오나드)
- 수신연무-HERO TALES- (코요)
- 공각기동대 : Stand Alone Complex 2nd GIG(쿠제 히데오)
- 나루토 질풍전 - (야마토)
- 역경무뢰 카이지 - (나카야마)

2008년
- 가면의 메이드가이 (코가라시)
- 소울 이터 (사신님)
- 블리치 (스타크)
- 명탐정 코난 (에단 혼도) (500화)

2009년
- RIDEBACK (오카쿠라 텐시로)
- 스타워즈 클론워즈 (캡틴 타이포)
- 괭이갈매기 울 적에 (우시로미야 루돌프)
- 명탐정 코난 (모리 코고로) (553화 부터)
- 엘리먼트 헌터 (댄 카라스)

2010년
- 페어리테일 (후쿠로우)
- 명탐정 코난 극장판 시리즈 (모리 코고로)

- 천공의 난파선

- 카타나가타리(소다 에몽자에몽)

2011년
- 명탐정 코난 극장판 시리즈 (모리 코고로)

- 침묵의 15분

- 누라리횬의 손자~천년마경~ (누에(아베노 세이메이))
- 페이트 제로 (에미야 키리츠구)

2012년
- 명탐정 코난 극장판 시리즈 (모리 코고로)

- 11번째 스트라이커

- 맹렬 우주해적 (해설, 철의 수염/파라벨라호 선장)
- 페이트 제로 2기 (에미야 키리츠구)
- 절원의 템페스트 (시몬)

2013년
- 타마고치! 꿈 키라 드림 (파파피아니치)

2014년
- GO-GO 타마고치! (파파피아니치)
- 원피스 (퀴로스)

2016년
- 문호 스트레이독스(후쿠자와 유키치)

2017년
- 명탐정 코난 극장판 시리즈 (모리 코고로)

- 명탐정 코난: 진홍의 연가

2018년
- 명탐정 코난 극장판 시리즈 (모리 코고로)

- 명탐정 코난: 제로의 집행인

2019년
- 명탐정 코난 극장판 시리즈 (모리 코고로)

- 명탐정 코난: 감청의 권

2021년
- 명탐정 코난 극장판 시리즈 (모리 코고로)

- 명탐정 코난: 비색의 부재증명

2022년
- 명탐정 코난 극장판 시리즈 (모리 코고로)

- 명탐정 코난: 할로윈의 신부

2023년
- 명탐정 코난 극장판 시리즈 (모리 코고로)

- 명탐정 코난: 흑철의 어영

2024년
- 명탐정 코난 극장판 시리즈 (모리 코고로)

- 명탐정 코난: 100만 달러의 오릉성

2025년
- 명탐정 코난 극장판 시리즈 (모리 코고로)

- 명탐정 코난 척안의 잔상

### 극장판 애니메이션
2019년
- 프로메어 (이그니스)

2022년
- 여름을 향한 터널, 이별의 출구 (카오루의 아버지)

### OVA
2005년
- 린의 날개 (사코미즈 신지로)

기타
- GUNDAM EVOLVE (샤리아 블)
- OVA 칭송받는 자 (하쿠오로)
- 노을빛으로 물드는 언덕 하드코어 (스기시타 세지로)

### 게임
- 안젤리크 에트와르 (레너드)
- 칭송받는 자 (하쿠오로)
- 일본판 스타크래프트 (초월체)
- 기동전사 건담 스피릿 오브 지온 (커트 라즈웰)
- 파이널 판타지XII (바슈 폰 로젠버그)
- 에이스 컴뱃6 (마커스 란파드)
- 페이트 스테이나이트 (에미야 키리츠구)
- 노을빛으로 물드는 언덕 패러랠 (스기시타 세지로)
- 카두케우스 뉴 블러드 (마커스 본)
- 테일즈 오브 베스페리아 (듀크 반탈레이)
- 천주4 (리키마루)
- 환상수호전 티어크라이스 (노바)

2013년
- 죠죠의 기묘한 모험 올스타 배틀 (키라 요시카게)

2016년
- [League of Legends] [루시안]

### 외화, 드라마 더빙

#### 마동석전담
- 동네사람들 (역기철)
- 백두산 (강봉래)
- 부산행 (윤상화)
- 성난황소 (강동철)
- 신과함께- 죄와 별/인과 연 (성주신)
- 범죄도시2 (마석도)
- 악인전 (장동수)

#### 그 외
- ER (더글러스 로스/조지 클루니)
- 24 (잭 바우어/키퍼 서덜랜드)
- 대장금 (서천수/박찬환)
- 여름향기 (박정재/류진)
- 파이널 판타지 (그레이 에드워즈/앨릭 볼드윈)
- 콘스탄틴 (존 콘스탄틴/키아누 리브스)
- 매트릭스 시리즈 (네오/키아누 리브스)
- 살인의 추억 (서태윤/김상경)
- 반지의 제왕 (보로미르/숀 빈)
- K-19 위도우메이커 (미하일 폴레닌/리엄 니슨)
  - 그 외 조지 클루니, 덴절 워싱턴, 키퍼 서덜랜드 역 대다수 담당.

### 특촬물
- 가면라이더 BLACK RX (카스미 조)
- 천장전대 고세이저 (유성의 데레푸타)

### 연극
- 십이야 (세바스찬)
- 베니스의 상인 (안토니오)
- 맥베스 (맥베스)
- 오셀로 (오셀로)
- 죄와 벌 (라스콜리노프)
- 무라카와 이헤이지 전(傳) (무라카와 이헤이지)

### 영화
- 2024년 파묘 (특별출연)

### 드라마
- 2021년 청천을 찔러라 - 사카이 타다시게 역

### 라디오
- 칭송받는 자 라디오(인터넷 라디오, 유즈키 료카와 공동진행) : 2006년 7월 7일 - 2007년 7월 2일
- 수신 레이브 ~수신연무 라디오~(인터넷 라디오, 스즈무라 켄이치와 공동진행) : 2007년 8월 31일 - 2008년 4월 18일
- 가면의 메이드가이 강제봉사 라디오(인터넷 라디오, 이구치 유카와 공동진행) : 2008년 4월 10일 - 7월 31일
- 코야마 리키야x히로하시 료의 자주색으로 물드는 라디오(인터넷 라디오, 히로하시 료와 공동진행) :2008년 4월 2일 -
- SOULEATER RADIO 소울 사이드(인터넷 라디오, 우치야마 코키, 미야노 마모루와 공동진행) : 2008년 7월 18일 - 2009년 7월 3일
- Sound Drama Fate/Zero -라디오 매터리얼- (인터넷 라디오, 오오하라 사야카, 츠네마츠 아유미와 공동진행) : 2009년 1월 29일 - 2010년 7월 1일